# Bolsa antiestática

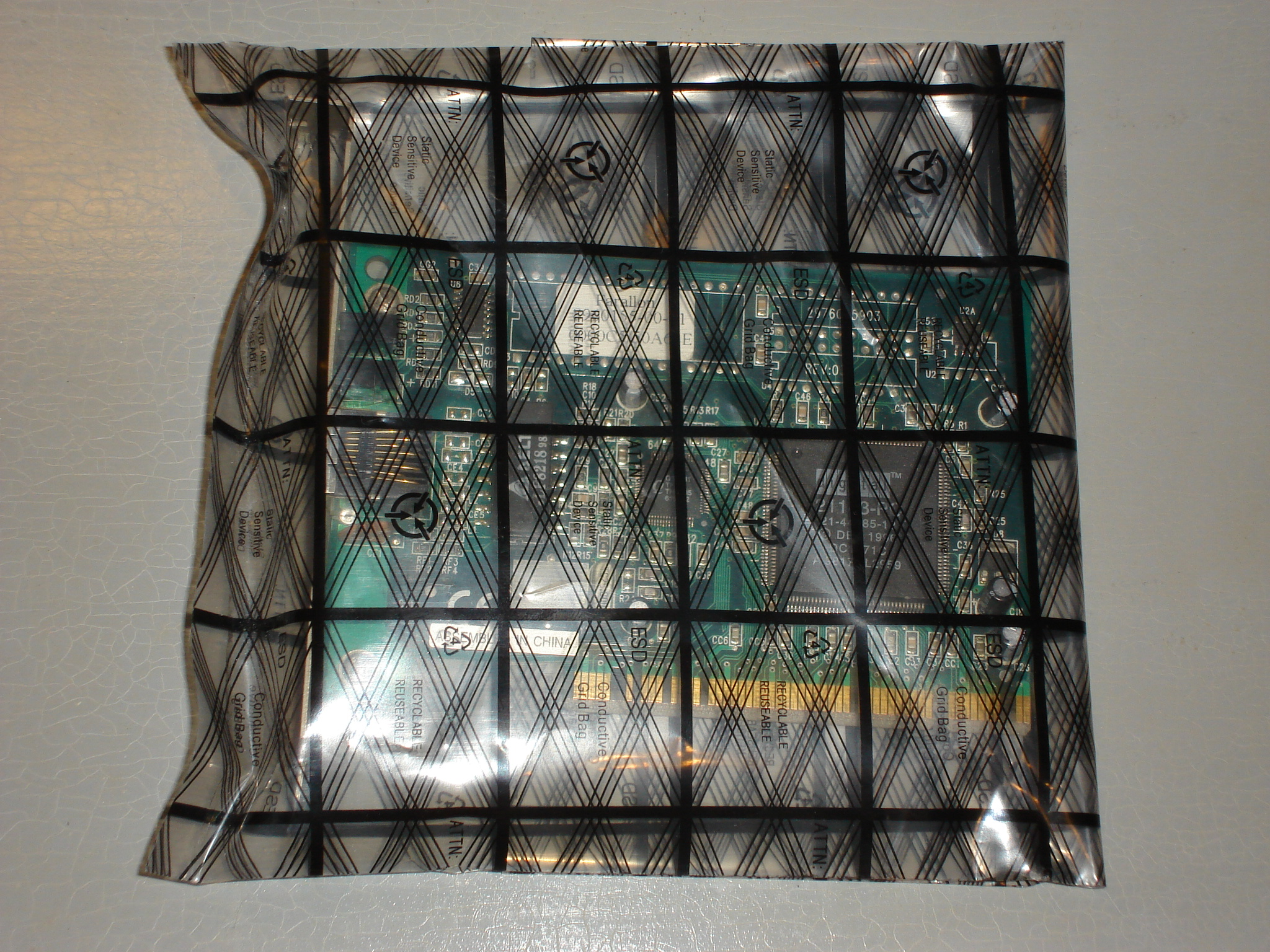
Una tarjeta de red dentro de una bolsa antiestática.

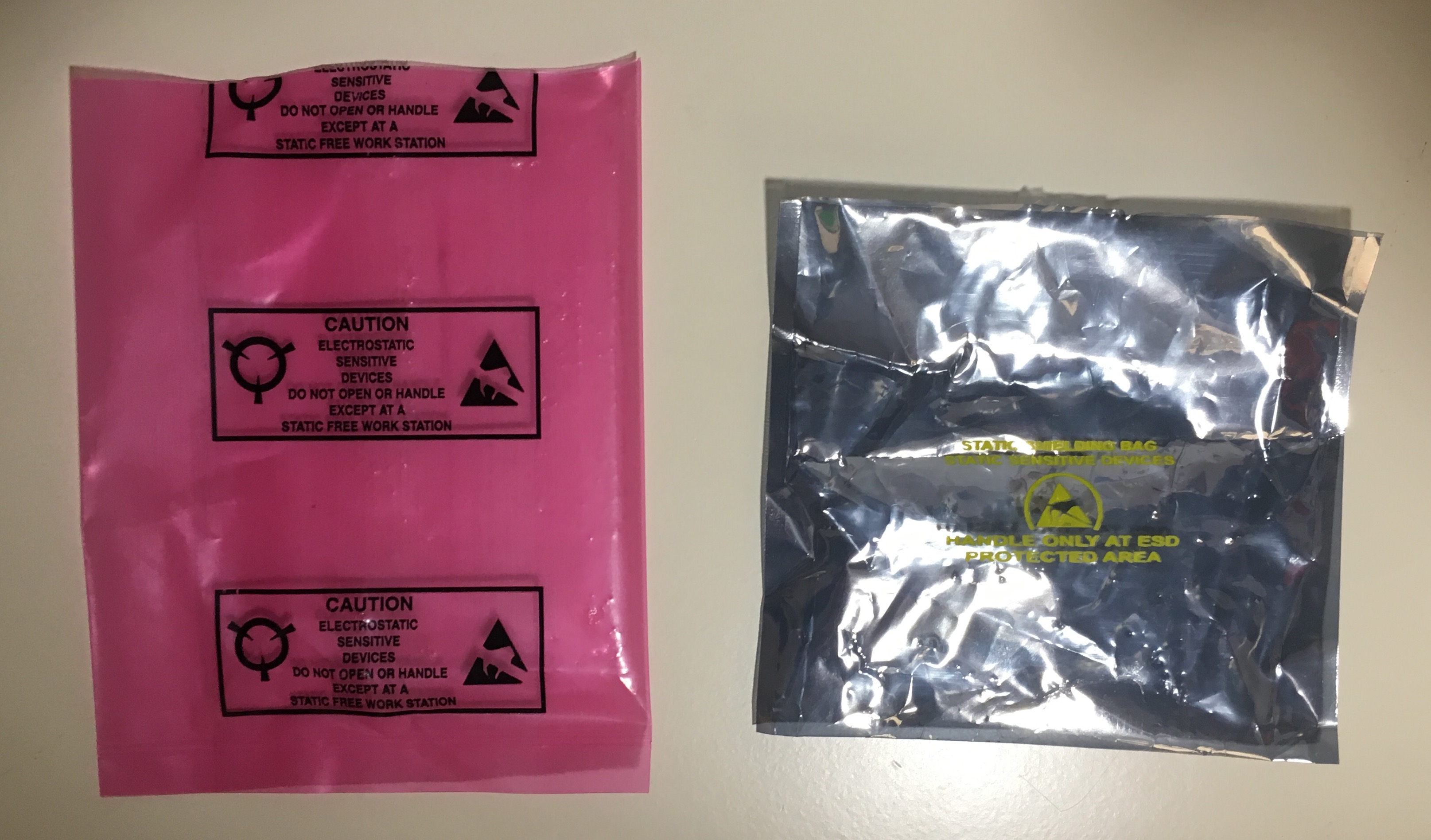
Una bolsa disipadora de estática rosa y una bolsa conductora plateada. Tenga en cuenta los dos símbolos ESD recurrentes

Una bolsa antiestática es una bolsa que se utiliza para almacenar componentes electrónicos, que son propensos a sufrir daños causados por descargas electrostáticas (ESD).
Estas bolsas suelen ser de tereftalato de polietileno (PET) de plástico y tienen un color distintivo (plateado para película metalizada, rosa o negro para polietileno). La variante de polietileno también puede tomar la forma de espuma o plástico de burbujas, ya sea en láminas o en bolsas. A menudo se utilizan múltiples capas de protección para proteger tanto de daños mecánicos como de daños electrostáticos. Un dispositivo protegido se puede empaquetar dentro de una bolsa de película PET metalizada, dentro de una bolsa de plástico de burbujas de polietileno rosa, que finalmente se empaqueta dentro de una caja rígida de polietileno negro forrada con espuma de polietileno rosa. Es importante que las bolsas solo se abran en estaciones de trabajo libres de estática.
Las bolsas antiestáticas disipadoras, como su nombre indica, están hechas de polietileno estándar con un revestimiento o capa disipadora de estática sobre el plástico. Esto evita la acumulación de una carga estática en la superficie de la bolsa, ya que disipa la carga a tierra (es decir, cualquier otra superficie que esté tocando). Este puente al suelo se logra con la inclusión de una amina de sebo en la superficie de las bolsas que atrae la humedad que puede conducir la carga a otra superficie o a la atmósfera misma. En este sentido, este tipo es verdaderamente 'antiestático' ya que dificulta la formación de cargas estáticas. Sin embargo, no es resistente a descargas electrostáticas; si algo más con una carga toca la bolsa (como la mano de una persona), su carga se transferirá fácilmente a través de la bolsa y su contenido. Estas bolsas suelen ser de color rosa o rojo debido a la capa química disipadora. También existen bolsas negras, en las que el polietileno se fabrica con trazas de carbono, formando un escudo parcial, aunque no completo.
Las bolsas antiestáticas conductoras se fabrican con una capa de metal conductor, a menudo aluminio, y una capa dieléctrica de plástico cubierta con un revestimiento disipador de estática. Esto forma tanto un escudo como una barrera no conductora, protegiendo el contenido de la carga estática a través del efecto de jaula de Faraday. Estas bolsas se prefieren para piezas más sensibles, pero también se utilizan en entornos donde las chispas serían peligrosas, como áreas ricas en oxígeno en aviones y hospitales. Sin embargo, las bolsas metalizadas son más frágiles que sus contrapartes no metálicas, ya que cualquier perforación compromete la integridad del escudo. Además, tienen una vida útil limitada, ya que el sustrato metálico puede deteriorarse con el tiempo. Estas bolsas son a menudo grises o plateadas debido a la capa de metal, aunque siguen siendo transparentes hasta cierto punto.
La espuma también existe en las variedades rosa (disipativa) y negra (conductora), que se utiliza para almacenar componentes individuales con plomo perforando los cables en la espuma.